# Tarsaster cocosanus
Tarsaster cocosanus is een zeester uit de familie Pedicellasteridae.
De wetenschappelijke naam van de soort werd in 1905 gepubliceerd door Hubert Ludwig.